# Tryonia cheatumi
Tryonia cheatumi, tiếng Anh thường gọi là Cheatum's snail hoặc phantom tryonia, là một loài ốc nước ngọt nhỏ có mang và vảy ốc, là động vật thân mềm chân bụng sống trong nước thuộc họ Hydrobiidae.
Đây là loài đặc hữu của Hoa Kỳ.